# Pendopo Airport
Pendopo Airport är en flygplats i Indonesien.   Den ligger i provinsen Sumatera Selatan, i den västra delen av landet, 500 km nordväst om huvudstaden Jakarta. Pendopo Airport ligger 41 meter över havet.
Terrängen runt Pendopo Airport är platt, och sluttar norrut. Runt Pendopo Airport är det ganska tätbefolkat, med 65 invånare per kvadratkilometer. I omgivningarna runt Pendopo Airport växer i huvudsak städsegrön lövskog.